# The Suspects
Pour les articles homonymes, voir Columbus Circle.
Pour plus de détails, voir Fiche technique et Distribution.
The Suspects ou à la télévision Prisonnière de la peur (Columbus Circle) est un thriller indépendant co-écrit par George Gallo et Kevin Pollak, sorti en 2012.

## Synopsis
Une nuit, Madame Lonnigan - octogénaire résidente de la célèbre demeure de Columbus Circle - est assassinée dans son appartement sans mobile apparent. En enquêtant sur l'incident, le détective Frank Giardello fait la connaissance de la voisine de la victime, mademoiselle Abigail Clayton qui vit en recluse dans l'appartement en face. Cette dernière est amenée à se rapprocher de la femme du couple se disputant qui a emménagé dans l'appartement de la victime.

## Fiche technique
- Titre : The Suspects
- Titre à la télévision : Prisonnière de la peur[2]
- Titre original : Columbus Circle
- Réalisation : George Gallo
- Scénario : George Gallo et Kevin Pollak
- Société de production : Lightning Entertainment
- Budget : 10 million $
- Musique : Brian Tyler
- Photographie : Anastas N. Michos
- Producteurs : Christopher Mallick, William Sherak, Jason Shuman
- Pays d'origine : États-Unis
- Format : Couleurs - 2,35:1 - Dolby Digital - 35 mm
- Genre : Thriller
- Durée : 82 minutes
- Dates de sortie[3]:
  - États-Unis : 6 mars 2012 (DTV)
  - Grande-Bretagne : 5 mars 2012 (DTV)
  - Canada : 21 février 2012 (DTV)
  - France : 29 mars 2012 (Festival Beaune)
- Film classé PG-13 lors de sa sortie aux États-Unis

## Distribution
- Selma Blair (VF : Nathalie Bienaimé) : Abigail Clayton
- Amy Smart (VF : Mélanie Nostry) : Lillian Hart
- Jason Lee (VF : Laurent Jacquet) : Charles Stanford
- Giovanni Ribisi (VF : Jean-François Pagès) : Détective Frank Giardello
- Beau Bridges (VF : Antoine Tomé) : Dr. Raymond Fontaine
- Kevin Pollak (VF : Emmanuel Fouquet) : Klandermann (le concierge)
- Jason Antoon (en) (VF : Yann Pichon) : Détective Jerry Eaans
- Robert Guillaume : Howard Miles (l'antiquaire)
- Samm Levine : Banquier
- Bette Beatrice : Hilary Lonnigan

## Distinctions
- 4 nominations au Festival international du film policier de Beaune.

## Autour du film
- Le tournage a eu lieu à Los Angeles.
- Giovanni Ribisi et Kevin Pollak ont déjà travaillé ensemble sur le tournage de Middle Men, toujours sous la direction de George Gallo.
- Le film en France est connu sous les titres de « The Suspects »[4] et "Prisonnière de la peur".